# L’Argentera
L’Argentera település Spanyolországban, Tarragona tartományban. L’Argentera Duesaigües, Riudecanyes, Vilanova d’Escornalbou, Colldejou, La Torre de Fontaubella és Pradell de la Teixeta községekkel határos. Lakosainak száma 129 fő (2024).

## Népesség
A település népessége az elmúlt években az alábbi módon változott:
| Lakosok száma | 90   | 476  | 218  | 167  | 153  | 159  | 134  | 146  | 124  | 129  |
|               | 1717 | 1887 | 1936 | 1960 | 1986 | 2004 | 2009 | 2014 | 2019 | 2024 |